# 舞妓さんちのまかないさん
『舞妓さんちのまかないさん』（まいこさんちのまかないさん、Maiko-san Chi no Makanai-san）は、小山愛子による日本の漫画。『週刊少年サンデー』（小学館）にて2017年5・6合併号から2025年8号まで連載された。第65回（2019年度）小学館漫画賞少年向け部門受賞作品。2023年12月時点で累計発行部数は350万部を突破している。
京都の屋形（舞妓置屋）で賄いの仕事をする少女「キヨ」を主人公として、花街で共同生活をする舞妓たちの日常を食生活を中心に描いている物語。各回では、キヨが作ったまかない料理は大きなコマで料理名を添えて描かれることが多い。
第240話から第258話にかけて市のおかあさんが屋形に仕込みさんとして入ってから屋形を継ぐまでを回想し、キヨやすみれが一切登場しない過去編が挿入された。

## 登場人物
声の項はテレビアニメ版の声優、演の項はドラマ版の俳優。

### 幼馴染トリオ（メイン）
野月 キヨ（のづき きよ）
声 - 花澤香菜、演 - 森七菜
物語開始時点で16歳の主人公。元は舞妓になるために青森県から京都の屋形「市」に来た少女。しかしマイペース過ぎる性格が祟り、仕込みさん（舞妓候補）として才能が無かったために、早々に「お止め」の身の上とされ、里に返されそうになった時に、前任のまかないだった台所のおばちゃんが腰を痛めて仕事ができなくなったため、「まかないさん」として残ることになる。
身長150cmに満たない小柄で、しかも童顔なため、実年齢以上に幼く見え、中学生に間違えられることもしょっちゅう。家出少女と間違えられて、交番のおまわりさんに補導されかかったこともある。
子どものころより故郷のおばあちゃんに家事全般を仕込まれたことに加え、仕込みさん時代には厨房に入り浸っておばちゃんの手伝いをし続けてきたことから料理の腕は抜群で、特に家庭料理の才覚がある。そのため、時に「ごはんたべ」の機会もある舞妓たちにとっては「一番必要とする料理」を作れるまかないさんでもある。
料理以外の家事全般も得意で、仕込みさんとしての経験があることから、時にまかないのみならず、仕込みさんの仕事（屋形の掃除や舞妓たちの小物の整理や洗濯）の代理を務めることもある。
戸来 すみれ（へらい すみれ）/ 百はな（ももはな）
声 - M・A・O、演 - 出口夏希
キヨと共に屋形「市」に来た幼馴染でキヨからは「すーちゃん」と呼ばれる。周囲からは「100年に一度の舞妓になるかもしれない逸材」「とことん自分に厳しくできる子」と評されている。「百はな」という名で舞妓として店出し（舞妓としてデビューして仕事を続けていくこと）された。評価通りの努力家ではあるが、その分、舞妓としての仕事が忙しくなるにつれ、それ以外（日常生活と一般常識）に関してはおざなりになる傾向が見え隠れするようになっている。キヨの存在がそれを留めてバランスを保たせている部分があり、すみれ自身もそれを自覚しており、キヨを自身にとってかけがえのない存在として考えている。唐揚げが好物。第233話で、おかあさんの許しを得て髷替えを行った。（髷替えについては、つる駒の欄を参照）
中渡 健太（なかのわたり けんた）
声 - 高山みなみ、演 - 城桧吏
キヨとすみれの幼馴染の少年。ふたりとは異なり、物語序盤においては郷里である青森に進学組として残っている。面差しは柔らかいが表情に乏しく、どこか生真面目で武骨な印象を与えやすい人物。
大家族の子で盆暮れには家は兄弟や上の姉の里帰りで大騒ぎであるため、そのころは野月家にいることが多い。このような家庭環境からか様々な細かいことは気にしない大らか（あえて悪く言えば、気配りに欠ける大雑把）な性格であることが、折に触れて部分的に見られる。キヨとすみれの里帰りの際や、回想シーンなどで登場する。キヨとすみれが京都に行ってからは、1人残された野月家のおばあちゃんの様子を折に触れて見に行き、男手が必要な家事（雪かき）などを手伝っている。
青森の高校（通称：東高校）に通っており、野球部に所属。部活ではエースナンバー（背番号1）を背負い、地域で注目される気鋭の投手として地元新聞に名前と写真が載るほどの活躍を見せている。東高校の修学旅行で京都に来た時には、生来の大雑把な気質から「京都に来れればなんとかなるだろう」と考えてしまいノーアポイントメントでキヨたちに会おうとして、各所ですれ違いまくった上で花街に迷い込んだ挙句すみれ（百はな）に出会ったはいいが、いつも（地元）のノリで本名呼びしたために、百はなを動揺させて叱られることとなった。のち、すみれの尽力でキヨとも出会い、その際3人で次の夏に甲子園で会うことを約束する。しかし東高校は夏の地区大会の緒戦で敗退したため、この約束は叶えられないものとなった。
のちに、東高校のこの敗退は健太自身がマウンドに立てず、やむなく緊急登板した控え投手によって投げられたことによるものと明らかにされる。その大元の原因は健太が練習中に起こした投球の酷使による故障。長期間に及ぶ野球生活の中で経年疲労を蓄積させた上で本人はおろか指導者たちもそれを見抜けずに地域の注目を浴びたことも手伝って健太の酷使を続け、結果として限界を超えてしまったが故のものとされている。結局、この故障を原因として健太は二度とマウンドに立つことのできない体となってしまった。
体の故障後は療養とリハビリの期間を経たのち野球が出来なくなった（学校や地域が自身に期待した役割を果たせなくなった）ことを理由に高校を中退し、すみれとキヨの後を追って京都へと上る。商店街に古くからある町の洋食屋に就職してコック見習いとなり、皿洗いなどの下働きを担当するようになる。遅ればせながらもすみれとキヨと、同じ街の空の下で互いの存在を励みに、少しずつ成長していく。

### 屋形「市」
アニメ版では屋形の名前が「松」となっている。
市のおかあさん（いちのおかあさん）/ 広瀬あずさ（ひろせあずさ）
声 - 片貝薫、演 - 常盤貴子
「市」の女将さんで、店の舞妓や舞妓候補たちからは「おかあさん」と慕われている。大病を患い、「市」を守り続けることが困難になった先代の女将から仕事を引き継いだ。花街の「おかあさん」としては一番若手（第2話で「まだ三十路前」との台詞あり）で、他の店の女将との付き合いにはやや苦労している。また舞妓のひとりが辞めていった際、気丈に送りつつも寂しい胸の内を男衆のお兄さんに打ち明けることもあった。
過去編で本名が広瀬あずさ、神奈川県出身の千佳子（ちかこ）として百子（夕子）と同期の舞妓であった事が明かされた。
ドラマ版では「氷川梓（紘乃）」という名で、高校生の娘「涼子」がいる設定。

先代の市のおかあさん（せんだいのいちのおかあさん）
過去編で登場。あずさが仕込みさんとして「市」に入った当時の女将。同時に百子（夕子）が「市」の内娘（屋形の娘）であったことも明かされた。　ただし、登場時すでに六十を超えているように見え、百子との血縁関係ははっきりしない。
「市」を代々受け継いできたが千佳子と百子の独立後に大病で入院してしまい、百子が女将に向いていないため自分の代で屋形を畳むのも止む無しと覚悟していた。「市」のことを見かねた千佳子（あずさ）が芸妓の仕事と並行しながら女将の代理を務めていたが、屋形を守る思いから芸妓を辞め、「市」の女将になることを決意。千佳子の決意に女将はとても喜んだが、そのことが千佳子と百子との関係に溝が生じる原因となる。

つる駒（つるこま）
声 - 松田颯水、演 - 福地桃子
「市」の中では中堅クラスの先輩舞妓。オフの時はメガネをかけており「姉さん」（先輩舞妓）の中では出番が多い。神奈川県横浜市出身。水玉模様を好んでおり、屋形でのオフ時はいつも「水玉模様のパジャマ」を着ている。
舞妓としての仕事はキッチリこなす反面、屋形での私生活はズボラ。そのため「妹」である理子からは「姉」であるにも関わらず軽く見られていて、時に些細なことで舌戦を繰り広げる。しかし、それでも理子のことを「姉」として心配し嫌われることを恐れず苦言も呈する、妹に対しては情の篤い姉さんである。
第93話より、おかあさんの許しを得て髷替えを行い、舞妓時の髪型が割れしのぶからおふくへと変わった（年長の舞妓として認められ、芸妓などの上級職を目指すことを許されることを意味する）。

理子（りこ）/ 駒えみ（こまえみ）
演 - 成海花音
原作第6巻・第54話より登場。キヨやすみれの次の世代の「妹」として「市」に入ってきた仕込みさん。他の者より時間はかかった（作中では1年3か月ほど）が、第20巻・第217話にて「駒えみ」という名で舞妓として店出しされた。
バスケットボール経験者で背が高く（165cm）、些少ではあるが言葉が荒い。基本的に素直で正直な子だが、あまりに素直が過ぎて感情がすぐ顔に出るタイプであり、一度は男衆のお兄さんからそのことに対し苦言を呈されている。百はなに対しては籠持ちを務めてその所作を身近で見ていることから「かっこいい」と評して尊敬の念を欠かさないが、つる駒に対しては当初は「メガネ先輩」のちには「めがねさん姉さん」とあだ名で呼んでおり、彼女の普段のズボラな生活ぶりを見ているために尊敬の念が薄い。

村口凛（むらぐちりん）/花井桜（はないさくら）
第288話より登場。駒えみの次の世代の「妹」として「市」に入ってきた仕込みさんで、幼なじみでもある。2人は高校に通っていたものの舞妓になる夢をあきらめきれず高校を中退。家族との話し合いの末、2人が一緒ならという条件付きで上京することを許された。通常、中学を卒業してすぐに仕込みさんとして入るのだが、高校を中退してから入ったため他の『姉さん』たちより少し遅いスタートとなった。第317話では既に舞妓になっていて、2人にとって次の世代の「妹」がいることが描かれているが、舞妓になっても実家の感覚が抜け切れていないところがあり、駒えみのことをつい『お姉ちゃん』呼ばわりをしてしまい彼女から何度も注意されている。

### 京都の人々
百子（ももこ） / 夕子（ゆうこ）
声 - 上田麗奈、演 - 橋本愛
年始に表彰されるほどの売れっ子芸妓。原作が始まった時点で芸妓として独立し、舞妓と異なり自分のマンションに住んでいる。百はなの義理の姉（芸姉妹）となる。視点が達観しており飄々とした人物だが、御座敷の体力づくりのためにフルマラソンを走るなど、百はなに通じる努力家でもある。
自身と（性格的に）似た百はなをとても可愛がっており、彼女の花名刺の残数を気にして代わりに注文したり、自身の「ごはんたべ」にお供させたり、あるいは自身のスマートフォンに「妹コレ」（いもこれ。妹コレクション）フォルダを作って百はなの画像をコレクションしたりと尋常ではない可愛がり方をしているが、自らの留守時の部屋の留守番を頼んだり、トラブルを起こした時に百はなを奔走させたりと、本当に「天然ボケの姉としっかり者の妹」めいた関係性を見せる時がある。その一方で百はなが自分以外に心の支えとなる者（キヨと健太）を持てている事に対しては複雑な思いも垣間見せる事があり、時にふたりの人柄を見定めるような行動をとる事がある。
過去編で先代の「市」のおかあさんの内娘（屋形の娘）「夕子」であり、舞妓さんになる前から「市」のおかあさん（あずさ）とは同期と明かされた。しかし現在は実家である「市」に挨拶等で訪れることを一切せず寄り付かなくなっており、周囲からは不審に思われている。仕込みさん時代からマイペースな性格で周囲からは浮いていたが、自分とは対照的なあずさとは妙に馬が合う仲だった。
台所のおばちゃん / 幸子（さちこ）
声 - 加藤まゆ美
キヨの前任者であり、屋形に出す料理の師と言える人。仕込みさん時代、厨房に入り浸っていたキヨにとっては、よい話し相手であった。体が動かない時にはキヨに仕上げを任せるなど、おばちゃん側もキヨを助手的に扱う（キヨ自身が申し出ていたため）こともあった。キヨがお止めになるのと前後して腰を痛め、まかないを引退することとなってしまう。時にキヨがレシピや調理法に困った際には電話でアドバイスを貰ったり、屋形では作れない料理を行うときには自宅のキッチンを貸したりと、後任であるキヨを快くサポートしてくれる。
おばちゃんが腰を痛めて入院した際には屋形「市」の食事が立ち行かなくなり、当初はコンビニ弁当やごはんたべで食事をまかなっていた屋形の舞妓たちも、徐々に外食に対して食傷気味になっていき、食べ物がのどを通らなくなり、やつれていってしまった。また自炊を試みた舞妓たちもいたが、芸一筋に極めて来たことが逆に災いして料理の心得を持てなかったために、厨房でボヤ騒ぎを起こしかけた。それを見かねたキヨがおばちゃんの代わりに厨房に立ったことが、彼女がまかないとしておばちゃんの後任となった事情である。
過去編であずさが「市」に仕込みさんとして入った時に既にまかないさんをしていた。
男衆のお兄さん（おとこしのおにいさん）
声 - 小山力也、演 - 北村有起哉
屋形「市」に出入りしてくれている男衆（おとこし）の1人。男衆としては仕事の代を息子に譲り半ば隠居の身の上であるが、年始の忙しい時期に着付けの手伝いに駆け付けることもある。また市のおかあさんをはじめとして未だ経験の浅い「市」の面々を心配して時折、様子を見に来てくれたり、市のおかあさんの悩みを聞き、励ますこともあった。キヨの仕込み時代には、着付け時における彼女の手際の悪さに悩まされていたため、キヨがまかないとして料理の才覚を持ち「市」の台所を立派に支えていることに驚く。
健太の先輩
健太が上京後、就職した洋食店で共に働くことになった先輩。直属の先輩として健太に厳しくあたり、無暗やたらに先輩風を吹かす事が多いが、一方で面倒見もそれなりに良い。美人と見るや声をかけたがったり知り合いになりたがったりしているが、実は彼女がいる。

### 青森の人々
キヨのおばあちゃん
声 - 高谷智子
野月家のおばあちゃん。キヨとすみれの里帰りの際や、回想シーンなどで登場する。キヨが京都に上るまでは彼女とふたりで、キヨが京都に行ってからはひとりで青森にて暮らしている。キヨのことを第一に考えて、優しく見守ってくれ、時にふるさとの味をキヨに送ってくれる。なお、キヨの母親は既に故人。父親は「仕事が忙しい」ため家を空けており、一度も劇中に登場したことが無い。
健太の姉
既に他家へ嫁いでいる健太の姉。嫁に行っているにもかかわらず、いろいろな理由をつけては中渡家に入り浸り、結婚した結果として背負ってしまった先方の家庭のストレスを発散するがごとく、無愛想で無口な健太を叱り飛ばし常に苦言を呈している。しかし、その一方で健太とキヨとすみれの幼馴染としての関係をある程度理解しており、3人（特に弟である健太）の最大の味方。年末に親族が集まった際には、姉弟のおじが健太の進学と京都への就職を咎めた際には自らが身を張って間に立って弟の緩衝材になったとともに七味唐辛子をおじの年越しそばにたっぷりとふりかけることで細やかな報復を果たしている。
健太が京都へ上ってしまったのちには、健太の代わりにキヨのおばあちゃんの様子見や手伝いをしてくれている。

### ドラマ版オリジナルの人物
涼子
演 - 蒔田彩珠
屋形の女将「梓」の娘で高校生。
千代
演 - 松坂慶子
先代の女将で、現在も屋形の要を務める。
吉乃
演 - 松岡茉優
百子の元同期で出戻りの芸妓。

## 用語
屋形（やかた）
いわゆる舞妓置屋のこと。本作の主な舞台。なお本作においては「置屋」という言葉は使われず、これに類する施設は、おおよそ「屋形」と表記される（これに関しては他の用語に関しても同様で、髷替えに関しても水揚げなどの用語は使われていない）。
舞妓たちを所属させ、花街の各御座敷（料亭・宴会場）へ派遣する、一種の人材派遣業であるとともに、所属する舞妓たちの共同生活の場でもある。
仕込みさん（しこみさん）
舞妓候補。舞妓となるために屋形に所属（就職）した少女たちのこと。いわゆる舞妓になるための見習い期間にある者。下働きとして、同じ屋形に所属する舞妓たちの生活の世話や屋形の家事を受け持つとともに、その生活を通して舞妓としての所作や基礎的な芸を学ぶ。
お止め（おとめ）
芸の精進上の問題や生活態度の不備（練習中に気を散らせて集中しない、自身の心根の優しさを原因として芸の精進で必要な同僚との競争心や対抗心を持てない、自身よりも他者を優先するおせっかいな性格、舞妓や花街の上下関係を遵守しない、自身の身支度に無頓着、舞妓として必要な京言葉を日常使いにしない、など）から、芸の師匠などから舞妓になることを疑問視され、芸を習うことを禁じられること。仕込みさんとしての実質上の辞職勧告。
おかあさん・おとうさん
花街に店を構えている女将、あるいは店主のこと。おおよそ「（店名あるいは稼業名）のおかあさん」「（店名あるいは稼業名）のおとうさん」と呼ばれる。
姉さん（ねえさん）/ 妹（いもうと）
「姉さん」は先輩の舞妓および芸妓のこと。個人名を指す場合は「（源氏名）さん姉さん」と呼称する。逆に後輩となる舞妓および仕込みさんは先輩側の舞妓自身から見た時には「妹」という立場になり、そのように面倒を見なければならない。
芸姉妹 / 縁組姉妹
仕込みさんが舞妓となる時に行われる、特別な儀礼に基づく姉妹縁組。自身の所属する屋形のおかあさんたちや芸の師匠たちとの話し合いをはじめとする、花街のしきたりに基づいて決められ、そこに当事者の意思の介在は許されない。縁組の姉妹として決められた「姉さん」と「妹」は「固めの杯」を交わして「特別な姉妹（芸上の姉妹）」となり、互いの面倒を見ることを常とされる。本作では百子と百はな（すみれ）が、この芸姉妹に相当する。
男衆（おとこし）
舞妓の生活の中で男手が必要な部分をサポートするため、屋形や料亭・舞台・劇場の裏方など花街において本来なら女性しか入れない場所に、特別に出入りすることを許された職能家の男性。花街では時に「（男衆の）お兄さん」と呼ばれる。
ごはんたべ
芸妓や舞妓が、お得意さんの旦那衆にご馳走してもらうこと。宴席で自分を（あるいは取引の相手を）楽しませて（自分の顔や面目を立てて取引を良好に進めるようにして）くれた芸妓や舞妓たちを、ねぎらいたい感謝したいと考える旦那衆の心意気の表れとされており、その性質上、高級店に入ることも多い。

## 書誌情報
- 小山愛子 『舞妓さんちのまかないさん』 小学館〈少年サンデーコミックス スペシャル〉、全30巻
  1. 2017年4月12日発売[小 1]、ISBN 978-4-09-127562-2
  2. 2017年7月18日発売[小 2]、ISBN 978-4-09-127726-8
  3. 2017年9月12日発売[小 3]、ISBN 978-4-09-127828-9
  4. 2017年12月12日発売[小 4]、ISBN 978-4-09-128028-2
  5. 2018年4月12日発売[小 5]、ISBN 978-4-09-128188-3
  6. 2018年6月12日発売[小 6]、ISBN 978-4-09-128329-0
  7. 2018年9月12日発売[小 7]、ISBN 978-4-09-128537-9
  8. 2018年12月12日発売[小 8]、ISBN 978-4-09-128752-6
  9. 2019年3月12日発売[小 9]、ISBN 978-4-09-128883-7
  10. 2019年6月12日発売[小 10]、ISBN 978-4-09-129258-2
  11. 2019年9月12日発売[小 11]、ISBN 978-4-09-129389-3
  12. 2019年12月12日発売[小 12]、ISBN 978-4-09-129489-0
  13. 2020年3月12日発売[小 13]、ISBN 978-4-09-850088-8
  14. 2020年7月10日発売[小 14]、ISBN 978-4-09-850129-8
  15. 2020年11月12日発売[小 15]、ISBN 978-4-09-850316-2
  16. 2021年3月12日発売[小 16]、ISBN 978-4-09-850489-3
  17. 2021年7月12日発売[小 17]、ISBN 978-4-09-850684-2
  18. 2021年10月12日発売[小 18]、ISBN 978-4-09-850801-3
  19. 2022年2月10日発売[小 19]、ISBN 978-4-09-851010-8
  20. 2022年7月12日発売[小 20]、ISBN 978-4-09-851209-6
  21. 2022年10月12日発売[小 21]、ISBN 978-4-09-851362-8
  22. 2023年1月12日発売[小 22]、ISBN 978-4-09-851584-4
  23. 2023年5月12日発売[小 23]、ISBN 978-4-09-852131-9
  24. 2023年9月12日発売[小 24]、ISBN 978-4-09-852847-9
  25. 2024年1月12日発売[小 25]、ISBN 978-4-09-853143-1
  26. 2024年5月10日発売[小 26]、ISBN 978-4-09-853405-0
  27. 2024年9月11日発売[小 27]、ISBN 978-4-09-853568-2
  28. 2024年12月12日発売[小 28]、ISBN 978-4-09-853737-2
  29. 2025年3月12日発売[小 29]、ISBN 978-4-09-854001-3
  30. 2025年6月12日発売[小 30]、ISBN 978-4-09-854123-2
- 小山愛子 『舞妓さんちのまかないさん 公式ファンブック』小学館〈少年サンデーコミックス スペシャル〉、2023年1月12日発売[小 31]、ISBN 978-4-09-851491-5

## テレビアニメ
NHKワールド JAPANでは2021年2月から2022年1月まで放送。NHK Eテレでは2021年10月から2022年6月まで放送された。アニメ版英題は"Kiyo in Kyoto：From the Maiko House"。
本作には読者に花街や舞妓さんの日常やしきたりを解説する注釈枠（天の声）があるが、アニメではその部分をナレーションでまかなっている。このナレーションについて、NHKワールドJAPAN版においては英語ナレーションとしてハンナ・グレースが担当し、Eテレ版においては日本語ナレーションとして大原さやかが担当する。
1エピソードは物語本編と、登場した料理や食文化に関する豆知識をキヨとすみれが解説する「今日のまかない（Dish of the Day ）」の2部構成からなる。
NHKワールド JAPANでは、同局にて毎週木曜日に放送されている京都文化の紹介番組（紀行番組）である『Core Kyoto』枠で第4週に3エピソードを連続放送する25分番組として月1回放送。上述の通りナレーションは英語だが、本編における登場人物の日常会話などは日本語であるため、その部分には英語の字幕が入る。次回放送となる3エピソードのタイトル紹介を行う次回予告があり、キヨとすみれが「『舞妓さんちのまかないさん』次回もどうぞ、おたのしみに 」と日本語で案内する一言が入る。また放送後には舞妓にまつわる文化を紹介する3分間の実写番組『Kiyo in Kyoto：3min』が放映されている。
NHK Eテレでは分割され、10分間番組として毎週1エピソードを放送。後述するようにつじあやのの『明日きっと』をタイアップ主題歌としたオープニングを新規に制作し、エンディングは短縮版となっている。ワールド版にあった次回放送内容の予告や『Kiyo in Kyoto：3min』などの付属番組の放送は無い。2022年1月3日に1話から13話を一挙放送した際には、12話までがオープニング・本編（3話分）・ロングバージョンエンディング・次回予告の順で30分番組として放送された。

### スタッフ（テレビアニメ）
- 原作 - 小山愛子[5]
- 監督・絵コンテ・演出 - 鈴木洋平[5]
- シリーズ構成・脚本 - 山川進[5]
- 作画監督 - 大木良一
- 美術監督 - 黒田友範
- 色彩設計 - 木村美保
- 撮影監督 - 間中秀典
- CGディレクター - 鈴木友里恵
- 編集 - 山岸歩奈美
- 音楽 - 坂部剛[5]
- 音響監督 - 明田川仁
- 音響制作 - 見留滉平
- プロデューサー - 内田沙矢子
- アニメーションプロデューサー - 松倉友二
- 制作統括 - 吉國勲、中沢いずみ
- アニメーション制作 - J.C.STAFF[5]
- 制作 - NHKエンタープライズ[5]
- 制作・著作 - NHK[5]

### 主題曲
NHKワールド JAPAN版とEテレ放送版ではオープニング映像が異なる。NHKワールド JAPAN版では、オープニングテーマ・エンディングテーマは坂部剛作曲によるインストゥルメンタル曲が使用される。エンディングテーマは、NHKワールド JAPAN版とEテレ放送版で同じ曲だが、NHKワールド JAPAN版エンディングは1分30秒あり、Eテレ版はその末尾の30秒のみである
「明日きっと」
Eテレ放送版のオープニングテーマ。歌・作詞・作曲はつじあやの、編曲は根岸孝旨と本間昭光。

### 各話リスト
| 話数   | 本編サブタイトル (ワールド版サブタイトル)                | 今日のまかない (Dish of the Day)                            | 放送日 （ワールドJ） | 放送日 （Eテレ） |
| ------ | -------------------------------------------------------- | ----------------------------------------------------------- | -------------------- | ---------------- |
| 第1話  | キヨちゃんとすーちゃん (Kiyo and Sumire)                 | プリンとプディング                                          | 2021年 2月25日       | 2021年 10月2日   |
| 第2話  | 特別な日のためのごはん (Menu for a Special Day)          | スタミナ料理                                                | 2021年 2月25日       | 10月9日          |
| 第3話  | 秘策のごはん (Secret Supper Plan)                        | イカメンチ                                                  | 2021年 2月25日       | 10月16日         |
| 第4話  | 眠れない夜のために (For Sleepless Nights)                | 甘酒                                                        | 3月25日              | 10月23日         |
| 第5話  | ずっと決まっているもの (Some Things Will Always Be)      | ホットケーキ                                                | 3月25日              | 10月30日         |
| 第6話  | 同じ雪を見ている (Snowy Day Reminiscence)                | ひっつみ                                                    | 3月25日              | 11月6日          |
| 第7話  | キヨちゃん上京す（前編） (Kiyo Arrives in Kyoto Part 1)  | みそ貝焼き                                                  | 4月22日              | 11月13日         |
| 第8話  | キヨちゃん上京す（後編） (Kiyo Arrives in Kyoto Part 2)  | 親子丼                                                      | 4月22日              | 11月20日         |
| 第9話  | 仕込みさんの朝 (An Apprentice Maiko's Morning)           | パン料理 ちっちゃいカツサンド パンプディング パンの耳ラスク | 4月22日              | 11月27日         |
| 第10話 | 私の食べたいもの (What I Want to Eat)                    | からあげ                                                    | 5月27日              | 12月4日          |
| 第11話 | 見習いさんの夜 (A Senior Apprentice's Evening)           | クッキー                                                    | 5月27日              | 12月11日         |
| 第12話 | 店出しのいちにち (Debut Day)                             | なべっこ団子 おしることぜんざい                             | 5月27日              | 12月18日         |
| 第13話 | キヨちゃんのいちにち (A Day in Kiyo's Life)              | おにぎり                                                    | 6月24日              | 12月25日         |
| 第14話 | おうちのカレー (Homemade Curry)                          | おうちカレー                                                | 6月24日              | 2022年 1月8日    |
| 第15話 | 雪の日の朝 (Snowy Morning)                               | ひっつみ汁                                                  | 6月24日              | 1月15日          |
| 第16話 | おたよりを待つひと (Waiting for a Letter)                | 焼きおにぎり                                                | 7月22日              | 1月22日          |
| 第17話 | 花街のクリスマス (Christmas in Kagai)                    | フルーツサンド                                              | 7月22日              | 1月29日          |
| 第18話 | 花街の大みそか (New Year's Eve in Kagai)                 | おぞうに                                                    | 7月22日              | 2月5日           |
| 第19話 | 帰郷1日目 (First Day Home)                               | おぞうに（キヨちゃんちver.） くるみだれ                     | 8月26日              | 2月12日          |
| 第20話 | 初詣へ (New Year's Shrine Visit)                         | ご当地パン                                                  | 8月26日              | 2月19日          |
| 第21話 | 再び京都へ (Back to Kyoto)                               | ハンバーガー                                                | 8月26日              | 2月26日          |
| 第22話 | 仕事始めの日 (First Day of Work)                         | ミートソーススパゲティ                                      | 9月23日              | 3月5日           |
| 第23話 | 始業式 (Opening Ceremony)                                | クロックマダム                                              | 9月23日              | 3月12日          |
| 第24話 | 白いハト (White Dove)                                    | かきもち                                                    | 9月23日              | 3月19日          |
| 第25話 | あったかいお昼 (Something Warm for Lunch)                | しゃぶしゃぶ                                                | 10月28日             | 3月26日          |
| 第26話 | 風邪の日は… (When You Have a Cold...)                    | キヨちゃん風京風うどん                                      | 10月28日             | 4月2日           |
| 第27話 | ご挨拶回り (Making Greeting Rounds)                      | ドーナツ （オールドファッション）                           | 10月28日             | 4月9日           |
| 第28話 | もうひとがんばりの夜 (Night for Extra Effort)            | ホットドッグ                                                | 11月25日             | 4月16日          |
| 第29話 | 豆まき百景 (Bean Throwing for Everyone)                  | かますもち                                                  | 11月25日             | 4月23日          |
| 第30話 | お気張りの飲みもの (A Refreshing Drink)                  | レモネード                                                  | 11月25日             | 4月30日          |
| 第31話 | おねがいごはん (A Meal Request)                          | マカロニグラタン                                            | 12月23日             | 5月7日           |
| 第32話 | 必死な妹と、その姉 (Maiko Sisters Giving Their All)      | 差し入れお弁当                                              | 12月23日             | 5月14日          |
| 第33話 | キヨちゃんはいつも通り (Kiyo, Same as Always)            | 豚汁                                                        | 12月23日             | 5月21日          |
| 第34話 | お休みギョウザ (Dumplings for a Day Off)                 | ギョウザ （舞妓さん用） （明日お休みの人用）                | 2022年 1月27日       | 5月28日          |
| 第35話 | すーちゃんのお休みの日（前編） (Sumire's Day Off Part 1) | アイスクリーム・コーン チンチンアイス                       | 2022年 1月27日       | 6月4日           |
| 第36話 | すーちゃんのお休みの日（後編） (Sumire's Day Off Part 2) | スコッチエッグ                                              | 2022年 1月27日       | 6月11日          |

### 放送局
| 放送期間                                                  | 放送時間                          | 放送局            | 備考                                                                                |
| --------------------------------------------------------- | --------------------------------- | ----------------- | ----------------------------------------------------------------------------------- |
| 2021年2月25日 - 2022年1月27日                             | 8:30 - 8:55 第4木曜 9:30 - 9:55   | NHKワールド JAPAN | 『Core Kyoto』枠 月イチ放送 英語字幕版（ナレーションのみ英語吹替） リピート放送あり |
| 2021年10月2日 - 2022年4月2日 2022年4月9日 - 2022年6月11日 | 土曜 9:20 - 9:29 土曜 8:25 - 8:35 | NHK Eテレ         | 字幕放送 / リピート放送あり                                                         |

## ドラマ
2022年1月7日、Netflixにて全9話のシリーズとして実写ドラマ化されることが発表された。ドラマ版英題は“The Makanai: Cooking for the Maiko House”。2023年1月12日に配信。森七菜と出口夏希のW主演で、監督・演出・脚本を是枝裕和が手がける。
屋形の先代女将、高校生の女将の娘といった原作に登場しない登場人物が登場する。

### 登場人物（ドラマ）

#### 主要人物
野月キヨ
演 - 森七菜
「朔」のまかないさん。幼馴染のすみれと共に舞妓になるため青森から上京したが、あることをきっかけに「まかないさん」になる。
戸来すみれ / 百はな
演 - 出口夏希
舞妓を志望しキヨと共に上京した「朔」の仕込みさん。百子の付き人となり、見習い、最終的に舞妓となる。

#### 屋形「朔」
立石千代
演 - 松坂慶子
「朔」の先代の女将。
氷川梓 / 紘乃
演 - 常盤貴子
「朔」の女将。涼子の母。
氷川涼子
演 - 蒔田彩珠
女将の娘。女子高生。
久佐野真央 / 百子
演 - 橋本愛（第1話・第3話 - 最終話）
祇園で人気No.1の芸妓。
美能裕子 / 吉乃
演 - 松岡茉優（第3話 - 最終話）
5年ぶりに屋形に出戻った芸妓。百子の元同期。
つる駒
演 - 福地桃子
中堅クラスの舞妓。長崎出身。オフの時はメガネ着用。
菊乃
演 - 若柳琴子
つる駒と同期の舞妓。歴史オタクで仙台出身。
琴乃
演 - 南琴奈
2年目の舞妓。性格はおっとりして世間知らず。宅配業者の轟が好き。群馬出身。
理子
演 - 成海花音（第4話・第8話・最終話）
東京出身。新人の仕込みさんになる。

#### バー「Saku」に集う人々
蓮
演 - リリー・フランキー
「朔」と隣接するバー「Saku」のバーテンダー。
田辺雅弘
演 - 井浦新（第2話 - 最終話）
建築家。女将の梓に長年想いを寄せている。
清野流
演 - 尾美としのり
カメラマン。つる駒のファン。
岩井勝
演 - 森崎ウィン（第2話 - 第5話）
田辺の部下。百子の恋人。
古舘寛治朗
演 - 古舘寛治
呉服屋の7代目。婿養子。
坂東彌十郎
演 - 坂東彌十郎（本人役）（第6話）
歌舞伎役者。「朔」の大女将の千代の初恋の相手。
三谷幸喜
演 - 三谷幸喜（本人役）（第6話）
坂東彌十郎の連れ。

#### 屋形に係わる人々
櫻井君江
演 - 戸田恵子（第1話・第2話・第4話・第5話・第8話・最終話）
舞妓たちに舞を指導するお師匠さん。京舞櫻井流家元で人間国宝。
石田武
演 - 北村有起哉（第1話・第2話・第5話・第7話 - 最終話）
舞妓の身の回りの世話をする男衆。
石田弘
演 - 鈴木凌賀（第1話・第2話・第4話・第5話・第7話 - 最終話）
武の息子。男衆見習い。
石田武の妻
演 - 篠原真衣（第2話）
石田武の2度目の妻。
幸子
演 - 泉知奈津（第1話・第2話）
「朔」のまかないさんだったが、体を壊し引退する。
轟正一
演 - 前田航基（第1話・第3話・第6話・第8話）
宅配業者。「朔」の皆には貴景勝の方と呼ばれている。
由美
演 - 三浦理奈（第1話 - 第4話・第8話・最終話）
「朔」のお隣の屋形の仕込みさん。滋賀出身。
美能浩二
演 - 前野健太（第5話・第6話・第8話）
吉乃の夫。彼女を連れ戻すために広島から「朔」にやってくる。

#### 青森の人々
おばあちゃん
演 - 白石加代子（第1話・第2話・第5話・第7話・最終話）
青森に住むキヨのおばあちゃん。
中渡健太
演 - 城桧吏（第1話 - 第5話・第7話 - 最終話）
キヨとすみれの幼馴染。十和田東高校では野球部のエースピッチャー。
戸来甫
演 - 高橋和也（第4話・最終話）
すみれの父。医者。

#### ゲスト

##### 第1話
美智子
演 - 宮田圭子（第5話）
「梅むら」のおかあさん。
地方（じかた）
演 - 髙橋知代（第3話・第5話）
三味線と唄。
弟子
演 - 大石彩未（第2話・第4話・第5話・第8話・最終話）
櫻井君江の内弟子。

##### 第2話
石田遥
演 - 吉田遥
石田武の息子。
男の子
演 - 片木凰介
ボールを落としてしまった少年。
役柄不明
演 - 江原政一

##### 第3話
店員
演 - 和泉敬子（第4話）
八百屋の店員。
店主
演 - 桑原良二（第7話）
豆腐屋店主。
おかみ
演 - 宮崎恵美子
懐石料理屋「瓢樹」の女将。
店主
演 - 満腹満（第6話）
八百屋店主。

##### 第5話
店員
演 - 飯島順子
肉屋の店員。

##### 第6話
京之助
演 - 入江毅
百はなから20年ぶりに「まねき」を頼まれた歌舞伎役者。
店員
演 - 渡辺知晃
食材店の店主。
父親、娘
演 - 木内義一、朝日湖子
クリスマスの街中で涼子が見かけた実の父親と腹違いの妹。
係員
演 - 三浦康彦
出町南商店街の福引の係員。
歌舞伎役者
演 - 坂東彌七
南座に出演する歌舞伎役者。

##### 第7話
田中
演 - 谷口高史
「田中鰹節店」店主。出汁にうるさい大将。
組合長
演 - 木村康志
始業式で百子を表彰する。
アナウンサー
演 - 七海薫子
始業式で百子にインタビューし抱負を聞く。
アナウンサー
声 - 大熊英司
芸妓と舞妓が新しい1年に芸の習得と上達を誓う始業式の様子を伝えるテレビのニュース「京のEvery」のアナウンサー。

##### 第8話
伊藤
演 - 西園寺章雄
すみれを初めての「ごはん食べ」に連れて行った御贔屓筋。
理子の母
演 - あだち理絵子
舞妓を志す娘を心配し「朔」に同行する。
役柄不明
演 - 中村凛太郎

##### 最終話
宅配業者
演 - ライアン・ブレネセン
「朔」に集荷で訪れ、つる駒が相手をする。

### スタッフ（ドラマ）
- 原作 - 小山愛子『舞妓さんちのまかないさん』（小学館「週刊少年サンデー」連載）
- 総合演出 - 是枝裕和
- 企画 - 川村元気
- 監督 - 是枝裕和、津野愛、奥山大史、佐藤快磨
- 脚本 - 是枝裕和、砂田麻美、津野愛、奥山大史、佐藤快磨
- 音楽 - 菅野よう子
- エグゼクティブ・プロデューサー - 古澤佳寛（STORY）、佐藤菜穂美（Netflix）
- プロデューサー - 山田兼司、鹿嶋愛、北原栄治
- アソシエイト・プロデューサー - 北林理沙
- 撮影 - 近藤龍人
- 照明 - 尾下栄治
- 録音 - 冨田和彦
- 美術監督 - 種田陽平
- 装飾 - 酒井拓磨
- 衣装デザイン - 伊藤佐智子
- ヘアメイクデザイン - 勇見勝彦
- フードスタイリスト - 飯島奈美
- 京舞指導 - 井上八千代
- 特別協力・監修 - 衹園新地甲部組合、学校法人八坂女紅場学園
- 製作 - STORY 株式会社
- 制作プロダクション - STORY 株式会社、株式会社分福